# Tomohiro Tanaka
Tomohiro Tanaka (田中 智大 Tanaka Tomohiro?, nacido el 10 de enero de 1991 en Fukuoka) es un futbolista japonés que se desempeña como delantero.

## Trayectoria

### Clubes
| Club            | País  | Año         |
| --------------- | ----- | ----------- |
| FC Gifu         | Japón | 2014 - 2015 |
| Gainare Tottori | Japón | 2015        |
| Blaublitz Akita | Japón | 2016 -      |

## Estadística de carrera

### J. League
| Club            | Año   | J. League | J. League | Copa J. League | Copa J. League | Total | Total |
| Club            | Año   | Part.     | Goles     | Part.          | Goles          | Part. | Goles |
| --------------- | ----- | --------- | --------- | -------------- | -------------- | ----- | ----- |
| FC Gifu         | 2014  | 9         | 1         | -              | -              | 9     | 1     |
| FC Gifu         | 2015  | 0         | 0         | -              | -              | 0     | 0     |
| Gainare Tottori | 2015  | 36        | 3         | -              | -              | 36    | 3     |
| Blaublitz Akita | 2016  | 24        | 8         | -              | -              | 24    | 8     |
| Blaublitz Akita | 2017  | 31        | 15        | -              | -              | 31    | 15    |
| Total           | Total | 100       | 27        | 0              | 0              | 100   | 27    |